# Sagina saginoides subsp. nevadensis
La sagina de Sierra Nevada   (Sagina saginoides subsp. nevadensis) es una planta de la familia de las cariofiláceas.

## Descripción
Hierba vivaz, densamente cespitosa. Tallos numerosos, tendidos o suberectos, más o menos ramificados. Hojas basales erectas; las caulinares lineares, glabras o raramente ciliadas, de 3-12 mm de longitud. Flores solitarias o dispuestas en cimas paucifloras; pedicelos con pelos glandulares; (4-)5 sépalos ovado-oblongos de hasta 3,5 mm de longitud; (4-)5 pétalos blancos, iguales o más cortos que los sépalos; (5-)10 estambres; (4-)5 estilos. Fruto en cápsula que se abre en (4-)5 valvas.

## Distribución y hábitat
Sierra de Gredos y Sierra Nevada. Planta frecuente en los manantiales. Florece a final de primavera y en verano.